# Museo Nacional de Cerámica y Artes Suntuarias González Martí
El Museo Nacional de Cerámica y Artes Suntuarias González Martí está ubicado en el palacio del Marqués de Dos Aguas, en la ciudad de Valencia (España). Se creó el 7 de febrero de 1947 a partir de la donación al Estado de la colección de cerámica  del matrimonio formado por Amelia Cuñat y Monleón, y Manuel González Martí, inaugurándose como museo el 18 de junio de 1954. Durante siete años la colección tuvo su sede en el domicilio particular del fundador, mientras se realizaba la restauración del Palacio llevada a término entre 1950 y 1954, fecha en la que se instaló definitivamente el Museo Nacional de Cerámica.
Es un museo nacional de España adscrito al Ministerio de Cultura y es de gestión exclusiva de la Dirección General de Bellas Artes y Patrimonio Cultural.

## Edificio
Declarado monumento histórico en 1941, el palacio fue comprado por el estado en 1949 para ubicar le colección de cerámica. Tras su primera rehabilitación para adecuar las salas como museo, desde entonces se han sucedido numerosas intervenciones que comprenden la restauración del inmueble, mejoras en su infraestructura y la renovación de los espacios museológicos. En el año 1990 el museo cerró para emprender una nueva restauración del edificio, según el proyecto del arquitecto Ginés Sánchez Hevia, abriendo de nuevo sus puertas al público en 1998.

## Colecciones

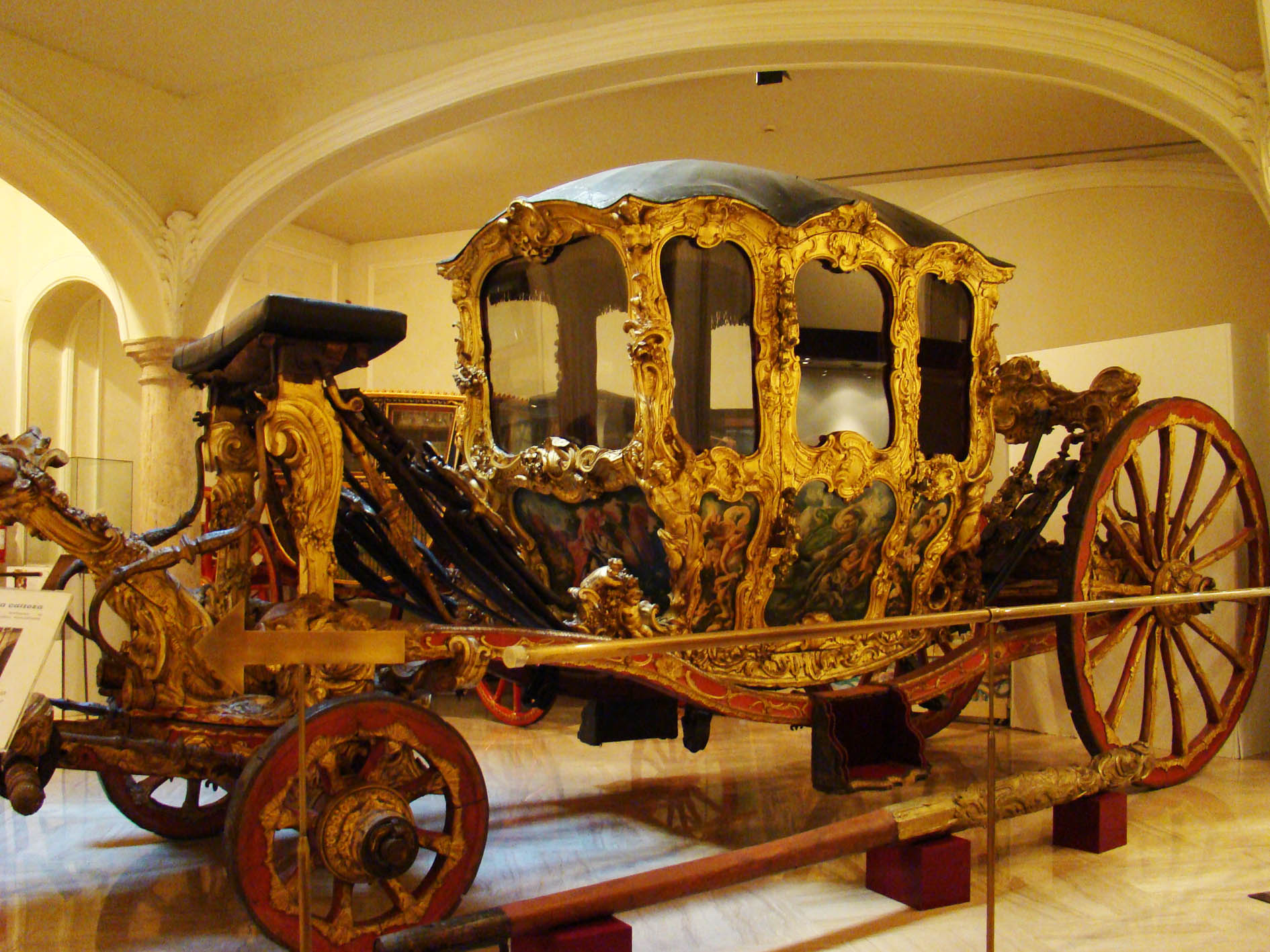
Carroza de las Ninfas.

En 1969, al haber incrementado sus fondos con numerosos objetos de mobiliario, indumentaria, pintura y otras colecciones de la tradición valenciana y sus autores autóctonos, se dispuso que el Museo exhibiera, junto con la cerámica, objetos de arte suntuario, pasando a denominarse "Museo Nacional de Cerámica y de las Artes Suntuarias González Martí".

### Patio de carruajes
En la planta baja, después de pasar el vestíbulo, se encuentra el «patio de carruajes», como su  nombre indica era el antiguo patio donde se guardaban los carruajes y se encontraban también los establos para los animales de tiro. Ahí se exponen la «carroza de las Ninfas», realizada por Hipólito Rovira e Ignacio Vergara y fechada en 1753, la del marqués de Llanera, de estilo imperio, y una silla de manos, de estilo rococó, también del siglo XVIII.

## Planta primera

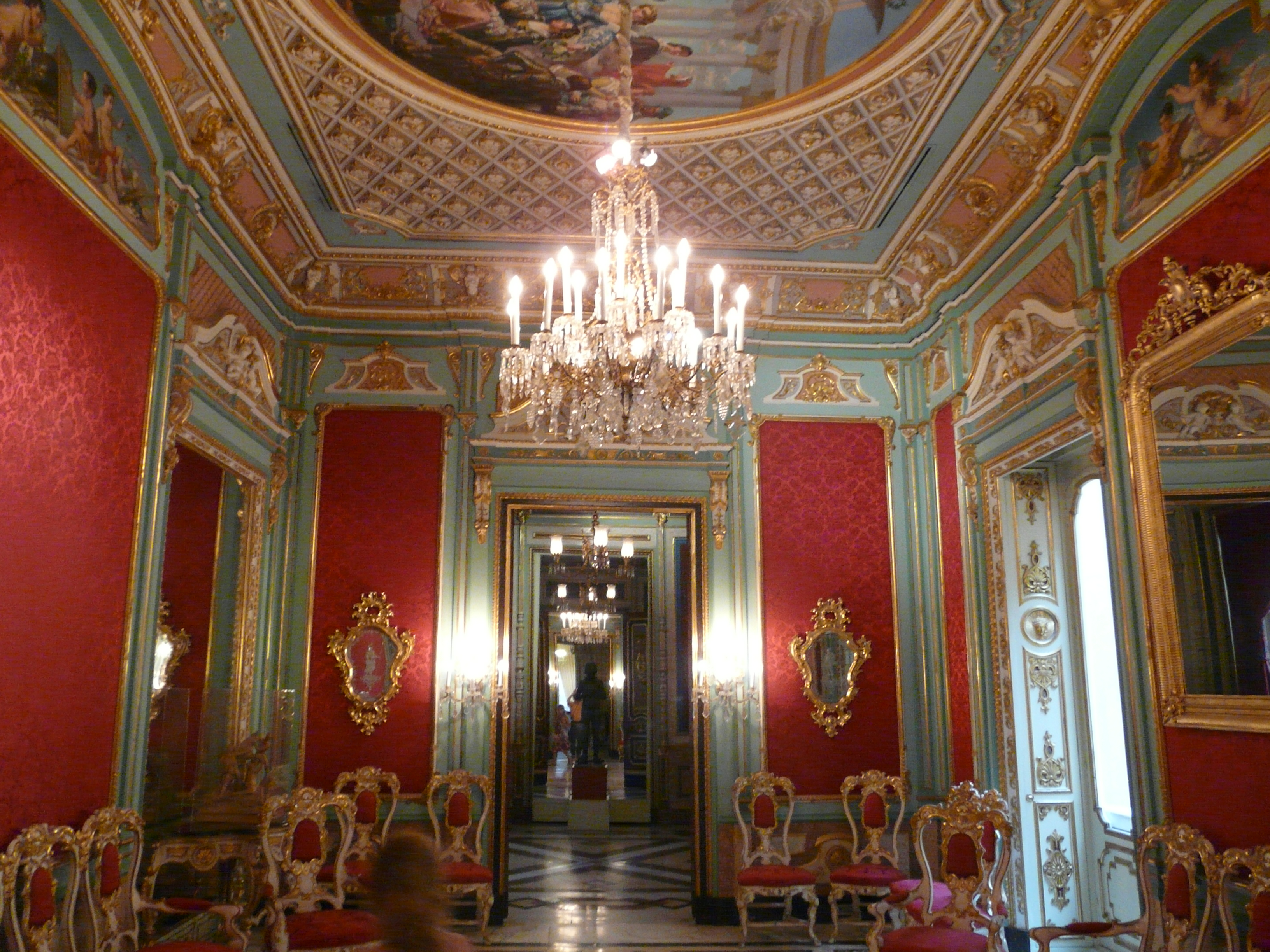
Sala roja, en el primer piso.

La visita a este piso está estructurada para recorrer lo que eran las habitaciones particulares de los marqueses de Dos Aguas, todas decoradas con estucos y pinturas murales, se encuentran amuebladas con parte del mobiliario original como es la Sala de baile, la Sala roja, la Salita oriental, la llamada de la Porcelana con el mobiliario original realizado en Dresde con placas de cerámica incrustadas, así como son de porcelana de Meissen la lámpara y apliques junto con algunas figuras. En el dormitorio se encuentra una gran bañera de mármol blanco de Carrara y el techo está decorado con pinturas de Plácido Francés y Pascual realizadas en 1862. 

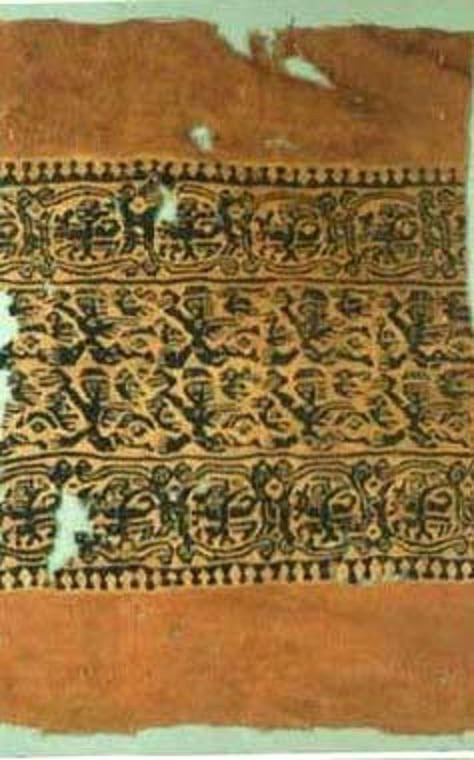
Fragmento de tejido copto, (34 x 23 cm) perteneciente a la colección del museo.

Los pavimentos están realizados con marquetería de mármol de diferentes colores, donde se puede ver las iniciales «MD» correspondientes al Marqués de Dos Aguas. En todas estas salas se pueden admirar pinturas y objetos variados, relojes, jarrones etc. como complemento de la exquisita decoración de la época.

### Indumentaria
Desde sus primeros años de creación el museo recibió valiosas y numerosas donaciones de colecciones de trajes antiguos, su presentación se realizó con los trajes colocados sobre maniquíes de madera en color natural, para no distraer la atención del espectador, estos vestidos se presentaban con complementos de sombrillas, sombreros, mantillas o abanicos. La exposición de esta manera hacía sufrir a las prendas, debido a la luz y el polvo que se acumulaba sobre ellas y que ocasionaba un deterioro considerable, con lo que se llegó al acuerdo de retirar la presentación permanente y editar catálogos de estos fondos, a la vez que organizar exposiciones temporales donde irlos mostrando al público.
Dentro de la colección de tejidos e indumentaria, se encuentran una serie de doce fragmentos decorativos de textiles coptos, destacan una tabula decorada con hojas de parra datada entre 140-380 d. C., otro tejido con bandas policromas de entre el 210-390 d. C. y un fragmento con una decoración sobre fondo oscuro con modelos bicromos, tomados seguramente de modelos de mosaicos geométricos, datado de entre el 250-420 d. C. Otro de estos fragmentos tiene el fondo color naranja, se encuentra dividido en tres franjas decorativas, en la central aparecen amorcillos corriendo con patos y en las laterales se encuentran roleos con jinetes en su interior. Esta colección fue comprada en el Rastro de Madrid en el año 1964 por el propio González Martí, se encontraban montados sobre cartones y con el texto en idioma francés TISSUS COPTES/III-VI SIÈCLE.

### Pintura

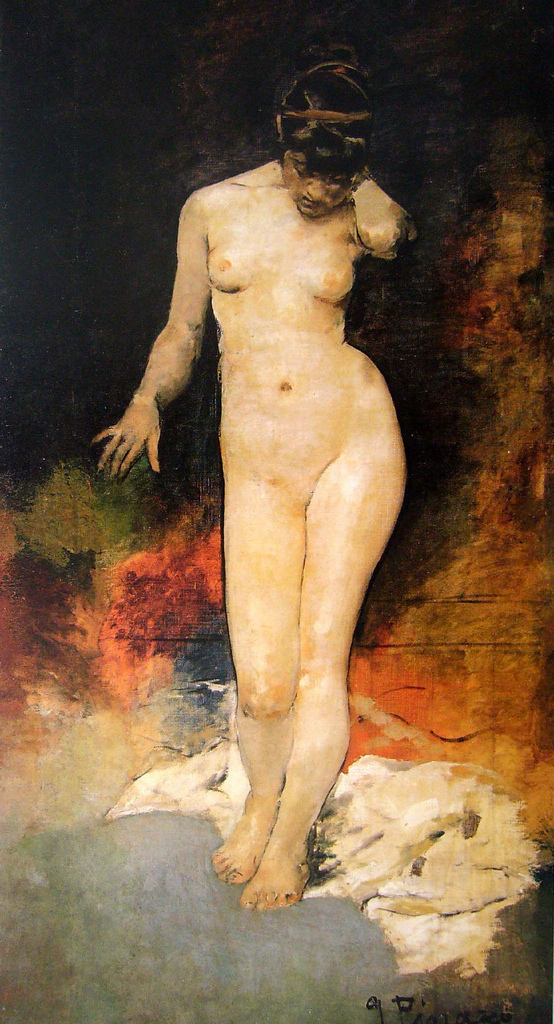
Desnudo de frente de Ignacio Pinazo Camarlench.

Entre el coleccionismo variado de Manuel González Martí se encontraba la pintura. Aunque parte de la misma pasó a manos de sus herederos, el fondo del museo mantiene algunas obras como una Inmaculada Concepción (1860) del pintor valenciano José Vicente Pérez y Vela. Una pieza que se encuentra en la capilla del Museo, es un San Vicente Mártir, adquirido en 1917, de autor anónimo datado de principios del siglo XVII y procedente del exclaustrado monasterio cisterciense de Santa María de Benifasar.
Otra cantidad importante de pintura ingresó en el museo, gracias a la intervención de su fundador, a través de la Junta Delegada de Incautación y Protección del Tesoro Artístico de Valencia, que había sido la encargada de salvaguardar objetos artísticos al comienzo de la guerra civil española. Entre estas obras se encuentran dos óleos que representan a San Francisco de Asís y a San Vicente Ferrer, seguramente ejercían la función de puertas de sagrario, y pudieran ser obras del pintor Nicolás Borrás, discípulo de Juan de Juanes, ya que tienen gran parecido con obras de este autor conservadas en la catedral de Orihuela. Aunque la mayoría de pinturas son de carácter religioso, se pueden contemplar retratos del siglo XVII, de Luis XVI rey de Francia y su esposa María Antonieta de Austria, copia de unos originales del mismo siglo que se conservan en el Palacio de Versalles. Otra pareja de pinturas de paisaje en formato oval seguramente para formar un pendant, representan un Paisaje campestre al atardecer y una Vista de un puerto al amanecer con clara influencia de la pintura holandesa.
Algunas otras aportaciones proceden de diversas donaciones de colecciones particulares o de los propios artistas, la mayoría de los siglos XIX y XX. Destacan autores como Ricardo Verde Rubio, José Benlliure, Vicente Ibáñez García de Lara o del pintor Ignacio Pinazo Camarlench.

## Planta segunda

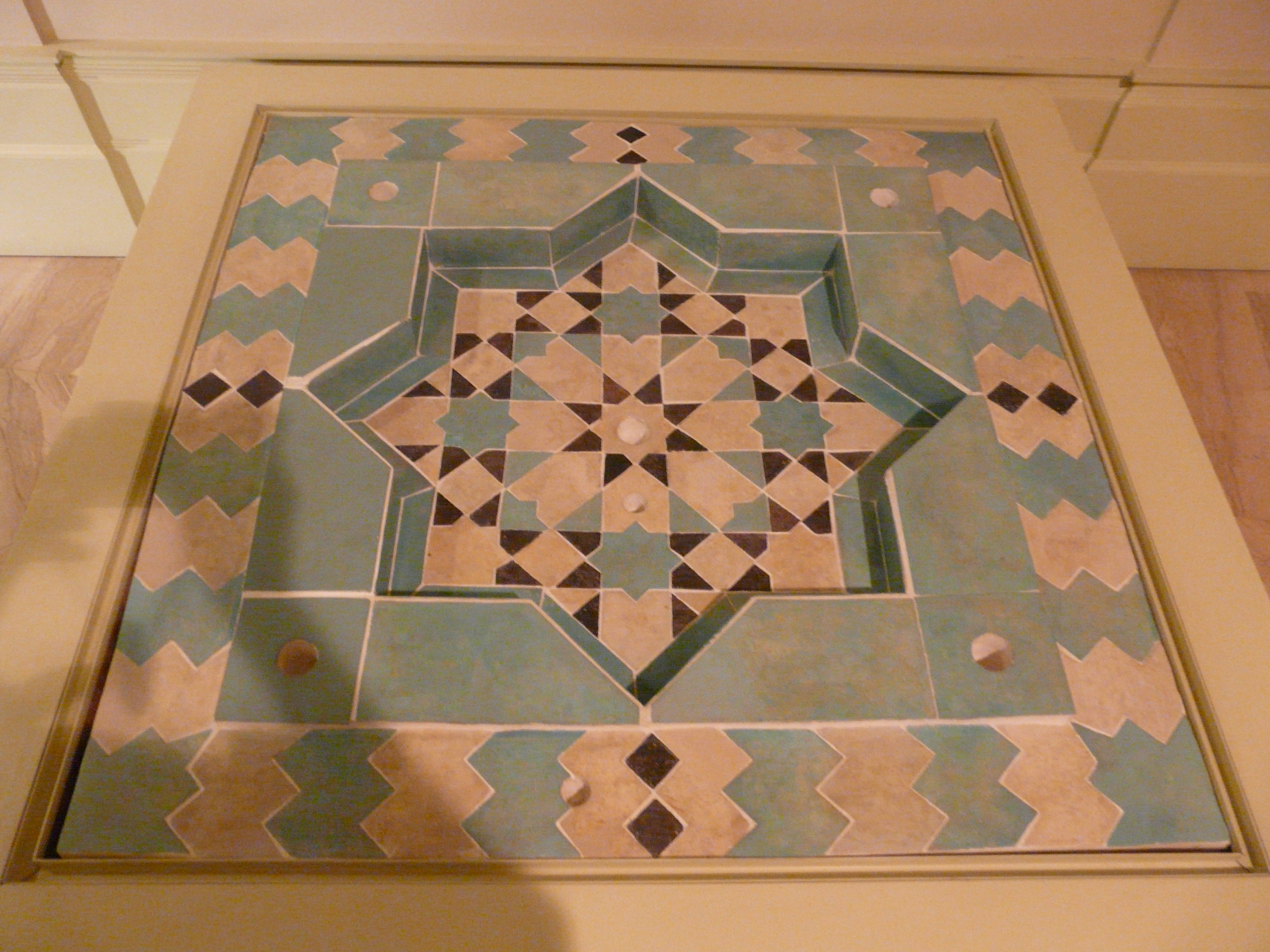
Fuente medieval de azulejería, datada en el (cuadrante 79 × 79 cm y profundidad 30 cm).

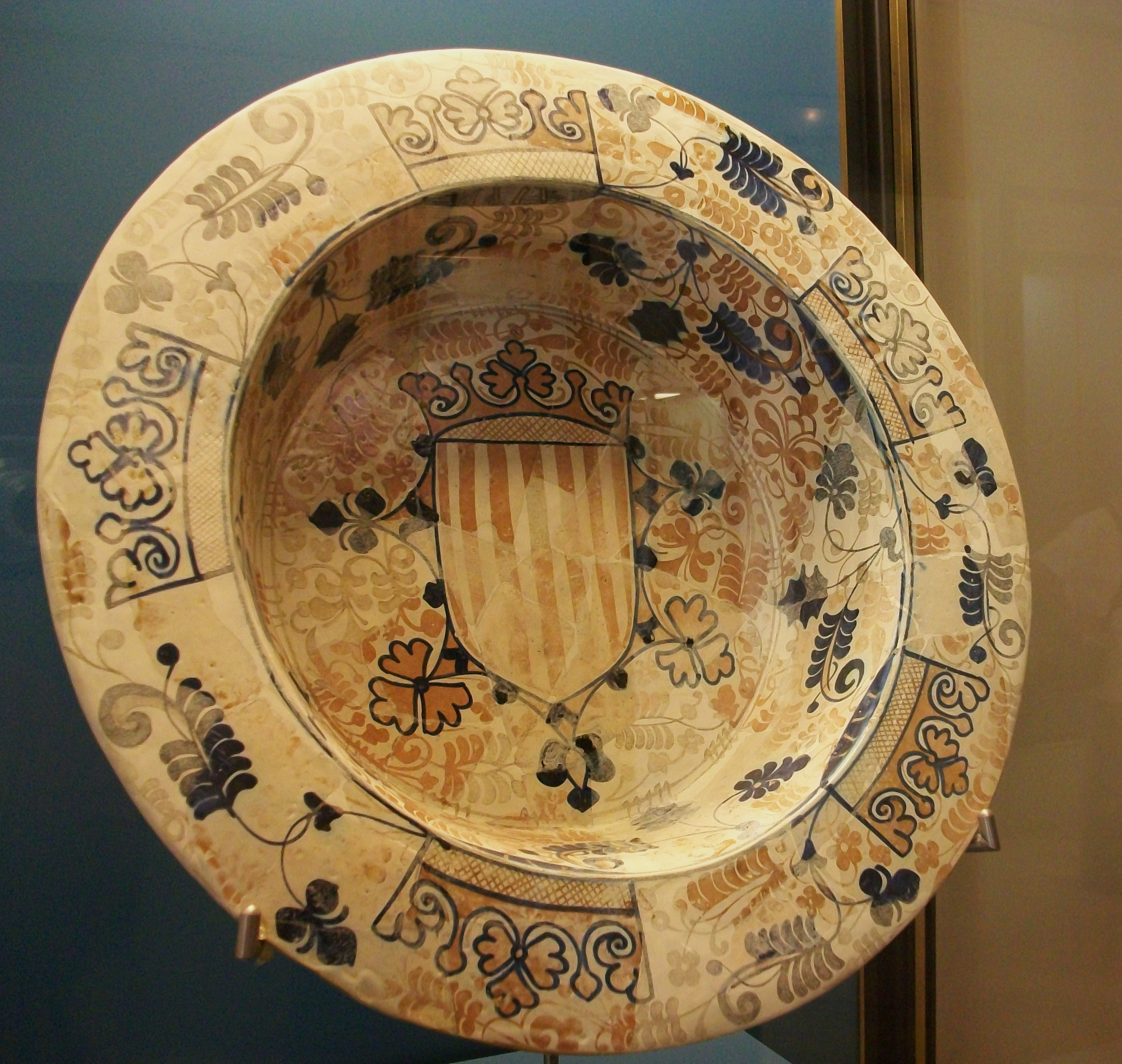
Plato-brasero con heráldica del Reino de Valencia. Procedente de Manises.

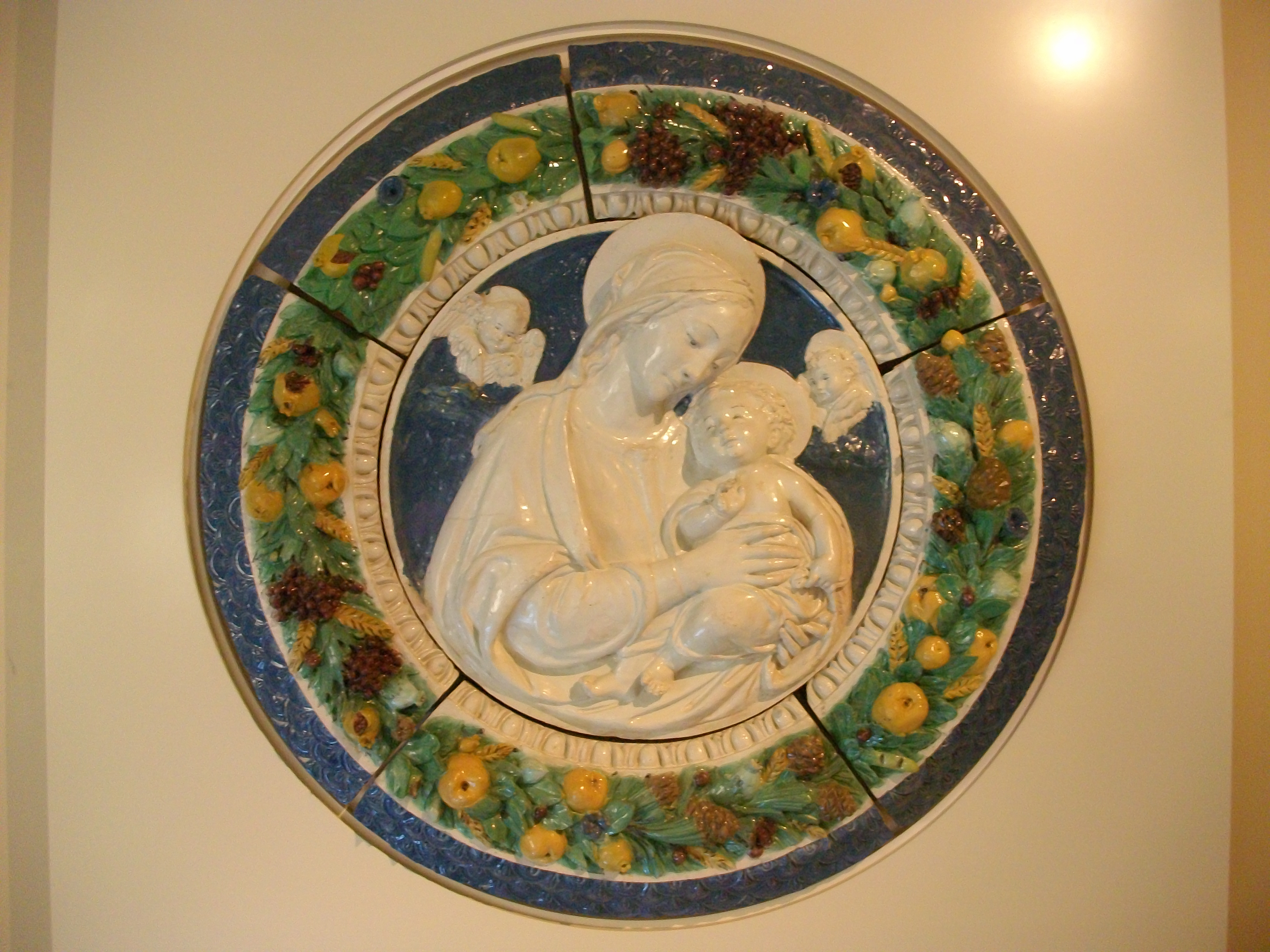
Tondo italiano procedente del Monasterio de la Trinidad de Valencia.

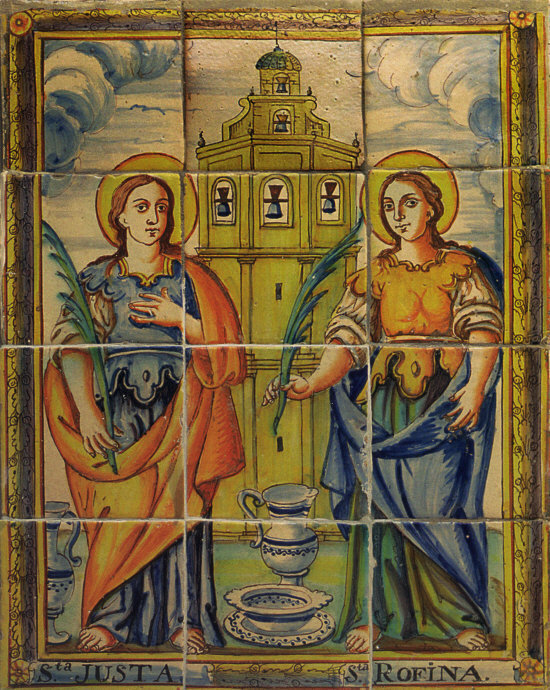
Panel de las Santas Justa y Rufina expuesto en un muro de la sala de la cocina.

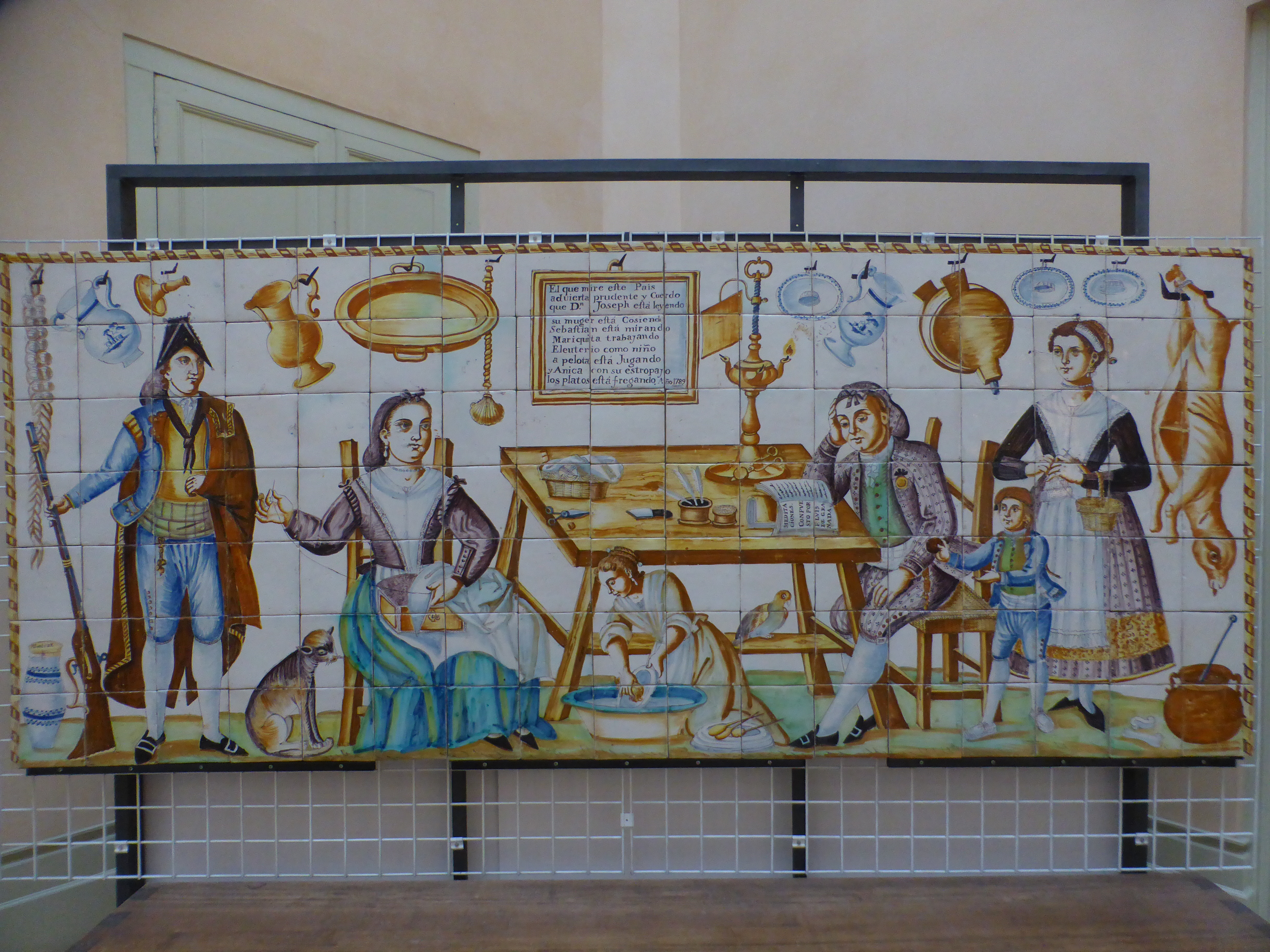
Panel de azulejos de cocina, del año 1789. Es una escena familiar, donde D. Joseph está leyendo.

Toda esta planta se ha dedicado a la exhibición de cerámica de uso o adorno o como elemento arquitectónico. Del contenido del Museo destacan la colección de cerámica medieval cristiana procedente de Manises y Paterna; un conjunto de cerámicas de la antigüedad: griegas, ibéras y romanas; una producción de azulejos medievales valencianos y producciones de la Real Fábrica de Alcora. La primera colección donada por su fundador González Martí, constaba de unas seis mil piezas en su mayoría cerámicas que comprendían desde la época medieval hasta lozas populares del siglo XIX. Se encuentra expuesta repartida en las diversas salas de esta segunda planta del palacio.

### Cerámica
El recorrido se ha conformado de manera cronológica, por lo que en primer lugar se encuentra en una sala paneles con explicaciones sobre la evolución de la cerámica desde el neolítico, con muestras de materiales y explicación de las técnicas empleadas, se exhiben piezas de diversas culturas como la griega, íbera y romana. 
La cerámica hispano morisca está bien representada principalmente con piezas de la zona valenciana de talleres musulmanes, destacan las procedentes de entre los siglos XIII y XIV decoradas en verde y manganeso, con cubierta estannífera blanca, las de reflejos metálicos y las que empleaban el azul cobalto. Destaca del siglo XIII una fuente de jardín de origen musulmán, encontrada en la plaza de la Figuereta de Valencia, que está realizada con azulejos en color verde, blanco y negro formando dibujos geométricos. Todos estos tipos de cerámicas de introducción musulmana dieron paso a las bases técnicas de la cerámica de producción española y cristiana a partir de Málaga hasta su llegada a tierras valencianas. La colección del museo muestra importantes obras de diversos lugares, tanto de origen italiano como nacional de Teruel, Cataluña o Paterna. En el siglo XV la cerámica de Manises de loza dorada obtuvo un gran éxito en su producción, la mayor parte para el servicio de la nobleza, que se exportaba a toda Europa, realizando además en ese mismo centro otras series más populares, de todas ellas hay una buena exposición en la colección del museo.
En la época del renacimiento, Florencia fue productora, a través de la familia Della Robbia, de una cerámica policromada vidriada de carácter devocional, que por medio de su comercio continental llegó también a la península ibérica. El museo tiene una obra de estas características, que fue la primera comprada para el Museo por el Estado en 1943, se trata de un tondo florentino  del siglo XVI, con la representación de una Virgen con Niño, atribuido a los talleres de Benedetto Buglioni y que hasta el año 1923 se encontraba instalado en el tímpano de la puerta del Real monasterio de la Trinidad de Valencia.
La azulejería para pavimentos con divisas o escudos heráldicos eran encargos realizados por instituciones para sus sedes o por la nobleza. Se encuentran visibles fragmentos procedentes de diversos palacios valencianos. Otras piezas empleadas para la arquitectura son los socarrats, cuyo formato mayor se destinaba al entrevigado de techos interiores, mientras los de menor tamaño se utilizaron componiendo frisos en terrazas, escaleras u otros lugares. Las piezas valencianas se exhiben con otras referentes de la misma época de producción española e italiana.
Hasta el siglo XVIII, se comprueba en la exposición que las piezas  de loza dorada se extendió su producción hacia Cataluña, Aragón, aunque a partir de la expulsión de los moriscos en el siglo XVII las decoraciones se simplifican, dejando paso poco a poco a la influencia por parte italiana en la policromía, así como la porcelana china y sus imitaciones. Centro innovador de la porcelana valenciana en el siglo XVIII fue la producción de la Real Fábrica de Alcora que se encargó de imitar el gusto del barroco francés y la decoración rocaille en piezas destinadas a vajillas y objetos de ornato.
El museo posee desde el año 2012 un Belén napolitano del siglo XVIII, conjunto similar a los que poseen el Museo Nacional de Escultura de Valladolid, el Museo Nacional de Artes Decorativas y la Fundación March de Palma. El conjunto se compone de 29 figuras que oscilan entre los 10 y 40 cm de altura, realizadas con el cuerpo de alambre recubierto con estopa, las extremidades de madera y la cabeza en terracota, engalanadas con finas vestiduras de la época y ricos complementos de toda índole.

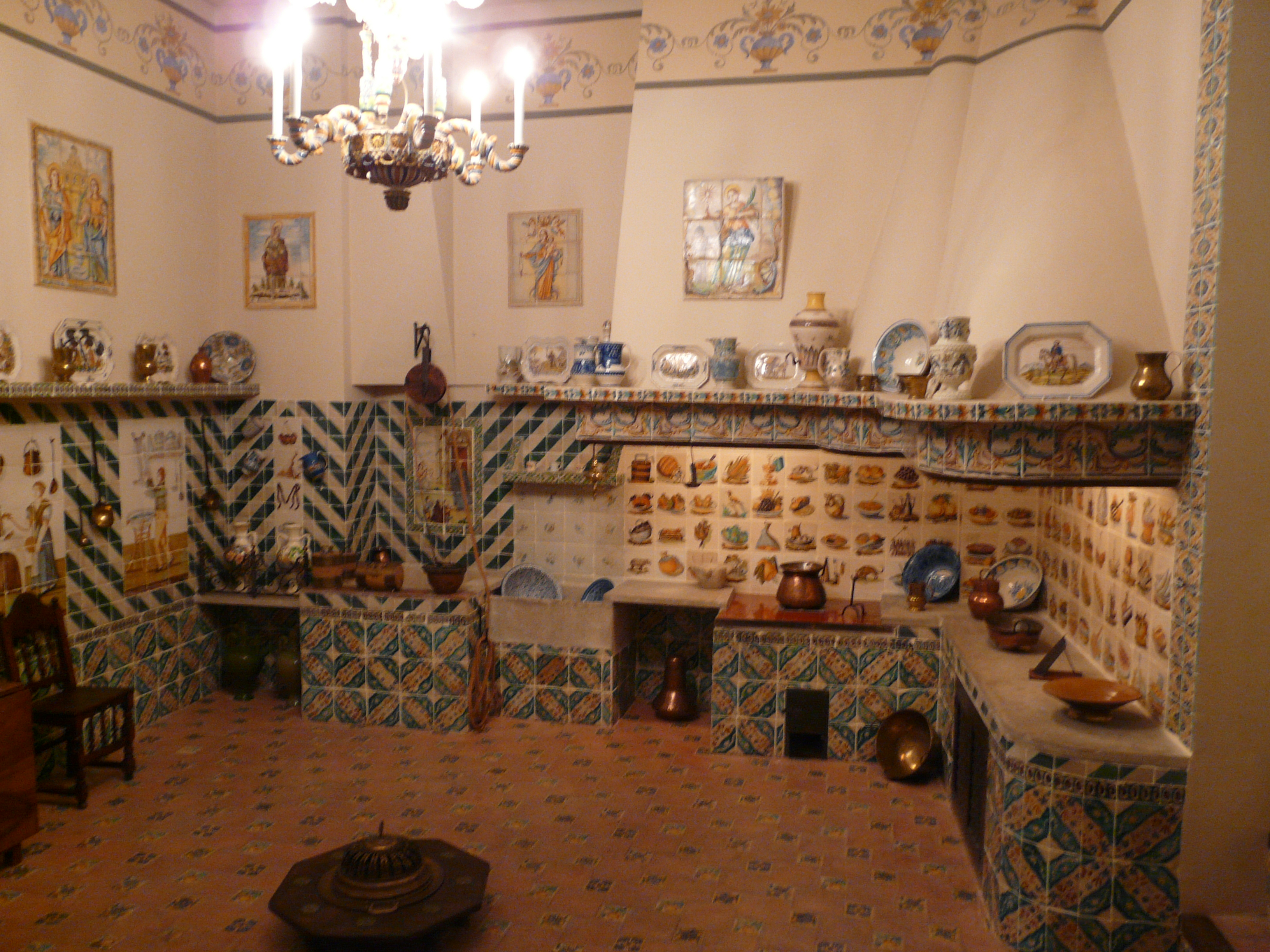
Cocina valenciana instalada en el museo.

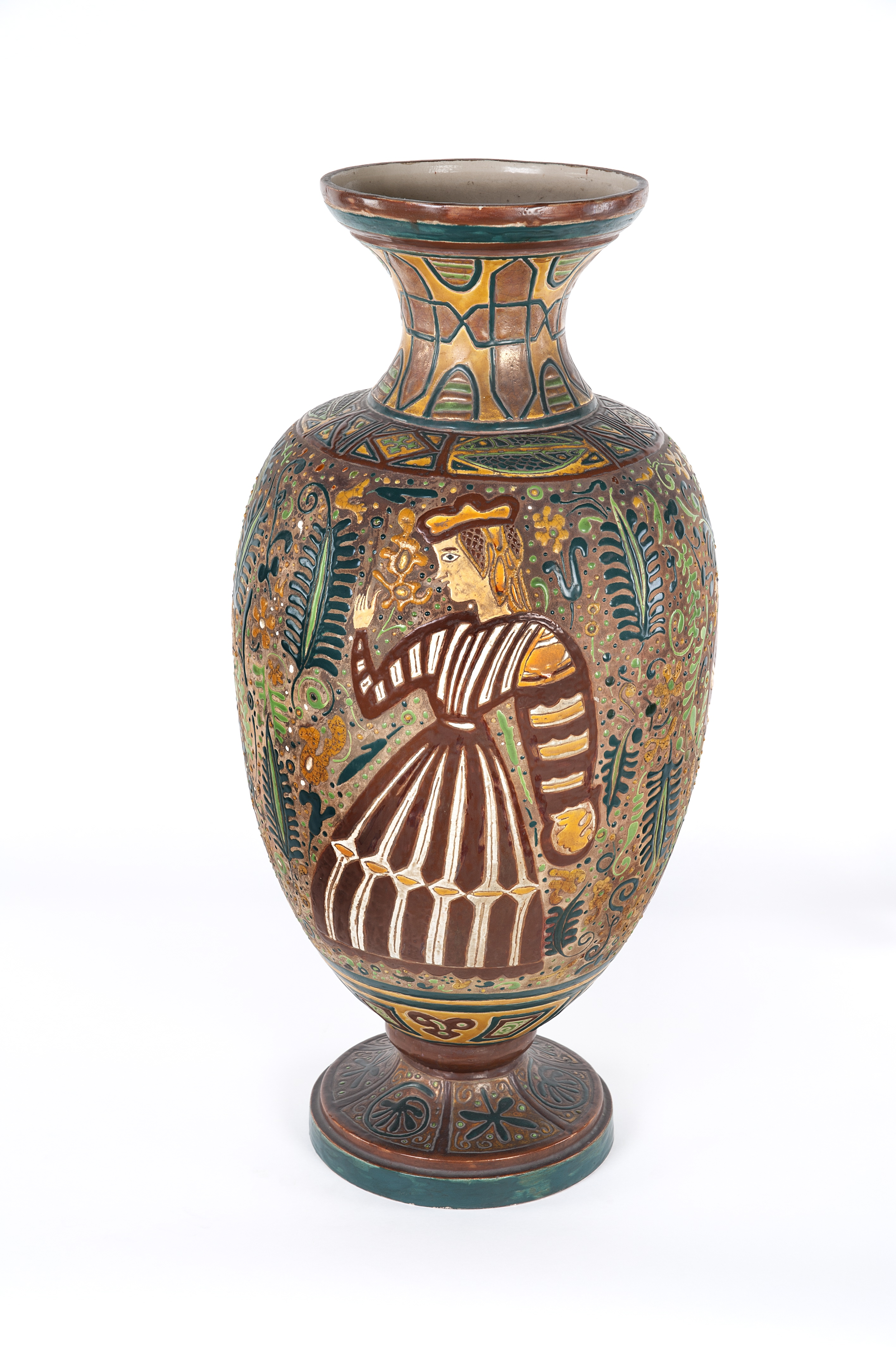
Jarrón cerámico

La llegada del modernismo hizo recuperar la cerámica de reflejo metálico como aplicación para la decoración arquitectónica de exterior e interior de edificios, así como objetos decorativos. Junto a bustos austriacos de este estilo se encuentran piezas del escultor valenciano Mariano Benlliure. La cerámica de autor está representada en la última sala de esta planta con diversas obras de autores del siglo XX, entre ellas se encuentran unas piezas donadas por Pablo Picasso.
En una sala adaptada especialmente se conserva la representación de una cocina típica valenciana, tal como la diseñó Manuel González Martí, con azulejería para zócalos y frisos junto con paneles decorativos de los siglos XVIII y XIX. La decoración de esta pieza se complementa con vasijas de cerámica y objetos de cobre populares de esta misma época. Uno de los paneles cerámicos expuestos es el que representa las Santas Justa y Rufina datado entre 1780-1790 y realizado con doce azulejos, aunque iconográficamente a estas santas se las representa siempre con la torre de la Giralda, en este caso la torre diseñada está inspirada en el campanario de la catedral de Valencia, y las piezas de cerámica que se encuentran depositadas en el suelo son claro ejemplo de la loza de Manises.